# Аџуд
Аџуд (рум. Adjud, рум. Egyedhalma) град је у у источном делу Румуније, у историјској покрајини Молдавији. Аџуд је други по важности град у округу Вранча.
Аџуд према последњем попису из 2002. имао 17.586 становника.
Аџуд је познат као најважније железничко чвориште у источном делу државе.

## Географија
Град Аџуд налази се у источном Румуније налази се 47 km северно од Фокшанија, седишта округа. Смештен је у историјској покрајини Молдавији.
Аџуд се налази у источном делу молдавског побрђа, на приближно 100 m надморске висине. У близини града протичу две реке, Сирет и Тротуш. Ушће Тротуша у Сирет је 8 km југоисточно од града.

## Становништво
У односу на попис из 2002., број становника на попису из 2011. се смањио.
| 1966. | 1977.  | 1992.  | 2002.  | 2011.  |
| ----- | ------ | ------ | ------ | ------ |
| 8.347 | 12.501 | 20.346 | 20.776 | 16.045 |

Румуни чине већину становништва Аџуда (97%), а од мањина присутни су једино Роми.